# Ronde van Drenthe 2017 (kobiety)
11. edycja kobiecego wyścigu kolarskiego Ronde van Drenthe, która odbyła się 11 marca 2017 roku w prowincji Drenthe w Holandii. Trasa wyścigu liczyła 152,2 kilometrów, zaczynając i kończąc się w mieście Hoogeveen. Zwyciężczynią została mistrzyni świata Dunka Amalie Dideriksen, wyprzedzając Włoszkę Elena Cecchini oraz Holenderkę Lucinda Brand.
Ronde Van Drenthe był drugim w sezonie wyścigiem cyklu UCI Women’s World Tour, będącym serią najbardziej prestiżowych zawodów kobiecego kolarstwa. Poza wyścigiem kobiecym tego samego dnia zorganizowano również wyścig mężczyzn.

## Wyniki
| M-ce | Imię i nazwisko      | Kraj            | Drużyna            | Czas       |
| ---- | -------------------- | --------------- | ------------------ | ---------- |
| 1.   | Amalie Dideriksen    | Dania           | Boels Dolmans      | 3h 51' 17" |
| 2.   | Elena Cecchini       | Włochy          | Canyon-SRAM        | + 0"       |
| 3.   | Lucinda Brand        | Holandia        | Team Sunweb        | + 0"       |
| 4.   | Elisa Longo Borghini | Włochy          | Wiggle High5       | + 2"       |
| 5.   | Annemiek van Vleuten | Holandia        | Orica-Scott        | + 7"       |
| 6.   | Jolien D’Hoore       | Belgia          | Wiggle High5       | + 9"       |
| 7.   | Marianne Vos         | Holandia        | WM3 Pro Cycling    | + 9"       |
| 8.   | Alice Barnes         | Wielka Brytania | Drops              | + 9"       |
| 9.   | Chantal Blaak        | Holandia        | Boels Dolmans      | + 9"       |
| 10.  | Chloe Hosking        | Australia       | Alé–Cipollini      | + 9"       |
|      |                      |                 |                    |            |
| 26.  | Eugenia Bujak        | Polska          | BTC City Ljubljana | + 5' 57"   |
| DNF  | Anna Plichta         | Polska          | BTC City Ljubljana | –          |